# 5号機 (パチスロ)
パチスロにおける5号機（ごごうき）とは、風俗営業等の規制及び業務の適正化等に関する法律第20条に定めのあるところにより、国家公安委員会が定めた遊技機の認定及び型式の検定等に関する規則の2004年7月1日付改正以後に、保安通信協会（保通協）等の指定試験機関によって行われる型式試験に申し込みを行い合格したパチスロ機を指す言葉である。
最初にホールデビューした機種はパロットの『CRP花月伝説R』（SANKYO、2005年）だが、通常のパチスロ機としては『新世紀エヴァンゲリオン』（ビスティ、2005年）が最初となる。一方で最後にホールに導入された機種は、アクロスのハナビ通（2019年5月導入、5.9号機）であった。

## 種類
2018年現在、5号機はおおまかに分けて、
- ボーナスのみでコインを増やしていく｢ノーマル機」（Aタイプとも表記される。天井やRT機能が搭載された機種もある。）
- ボーナスに加えて、コイン持ちを維持する「RT機」（一般的にボーナス+RTと表記される）[1]
- リプレイ確率が通常時よりもアップし、押し順ベルなどでコインを増やしていく｢ART機｣（ボーナスとARTでコインを増やす機種は「A+ART機」と表記されることもある。）[1]
- 通常時からリプレイが高確率で成立しており、押し順ベルでコインを増やしていく「AT機」[1]
- ある条件を満たすことで、少ないゲーム数でボーナスが当選（連チャン）する｢リノタイプ」（初めて搭載された機種がリノ（山佐）であるため、こう呼ばれている。）

の5種類に分けられている。5.5号機以降はAT機を除いた4種類に分けられている。

## 歴史

### 5号機初期
4号機では規則の拡大解釈により射幸性が高まってしまった事を教訓に、これまで主流であったリプレイはずし、大量獲得機、高純増AT機、ストック機などを事実上禁止する規制がされている。特に出玉面での規制が強化されており、短期、中期での出玉率も検定の基準となったため、短時間で大量のコインを獲得することは困難となっている。このため、5号機初期は通常時のコイン持ち（1000円単位のゲーム数）を良くし、ボーナス確率を下げることで短期出玉率に抵触しにくくする台が多く発表された。また、メインとなる小役の出現率を設定によって変え、設定が良いほどコイン持ちを良くする事で出玉率を調節する機種も多くみられた。リプレイタイム(RT)機能やアシストタイム(AT)機能を採用することでコインの減り具合を緩和し、その間にボーナスが成立することによって連チャンに似た感覚を遊技者に持たせている機種も少なからず存在した。
また、4号機後期のようなボーナスのストック機能が認められなくなり、いわゆるゲーム数天井で強制ボーナス放出はできなくなった。このため、前回ボーナスから一定ゲーム数を経過するとリプレイタイムやアシストタイムが発動する、「天井RT」「天井AT」によってハマリ救済を行う機種も現れた。
このように、短時間の差枚数や連チャンなど、出玉の面でのアピールの弱さが課題であったため、これをカバーする目的などから液晶画面を搭載している機種が主流となり、アニメなどとのタイアップ機やいわゆる萌えスロも多く発売された。
この頃の機種では、仕様上の特性（完全確率による抽選のみによってボーナスが当選する）から、ストック機に存在した低設定でも一時的に大量出玉を放出するといった偏りが少なく、設定に沿った出玉を得やすいとされた。4号機では機械割の高い機種でも低設定主体に高設定を数台という配置で前述のような「ストック放出の偏り」によって設定の高低の配置率を推測し辛くさせ、出玉感を出すこともできたが、5号機の場合は1日単位でも確率に収束しやすいため、設定の高低は比較的わかりやすいとされ、店側は稼働率の維持に苦慮した。

### リプパンはずし
こうした中、2006年後半以降リプレイタイムをパンク（終了）させない打ち方で検定試験時よりも出玉率を向上させる機能を持った機種が多く発表された。詳細は「リプパンはずし」参照。しかし2007年9月に検定方法が一部変更され、その機能を搭載した場合は検定試験でも実際の打ち方と同様の試験が行われている。このような機種の多くはアシストタイムとリプレイタイムを組み合わせた、アシストリプレイタイム（ART）と呼ばれる機能を搭載しており、以後このART機能が5号機の中心となっていった。

### 規制緩和
5号機導入に伴って4号機が一掃されていった2007年以降、ユーザーのパチスロ離れが深刻になってきたこともあり、日本遊技機工業組合（日工組）と日本電動式遊技機協同組合（日電協）は2007年11月に警察庁に対して21項目の規制緩和を陳情した。これに対し警察庁は21項目のうち9項目について緩和を認める回答を行い、これを受けて2008年3月にパチスロ規格の解釈基準が変更された。
この規制緩和により、リール回転中や回転終了後のフリーズ演出やリール回転順の変化、ボーナスより小役を優先するリール制御などが認められ、演出面において大きな変化となった。その一方で、直接出玉性能に関わる規制緩和陳情はことごとく拒否されていることから、警察当局のパチスロに対する見方は依然厳しいものがあることをうかがわせる。

### ART機の台頭
規制緩和と前後して、リールの押し順をナビすることでリプレイタイムに突入させたり、小役を目押し無しで獲得させる機能を持つ機種が登場した。これまで目押しによってパンク役をはずしたり指定された小役を入賞したりしていたART機が、目押しの出来ないライト層でも遊技可能になり、ホールでのART機比率が高まっていった。
2010年に入ると出玉性能の中心はボーナスよりARTへと移っていき、ボーナスを搭載しない機種も現れるようになった。ARTのみのタイプのなかにはARTを擬似ボーナスとし、4号機であった「1G連」「チャンスゾーン」を擬似的に再現した機種もある。出玉性能も短時間に大量獲得こそできないが、引き次第で万枚達成可能とされる機種も多く現れている。
5号機のART機は、当初はボーナスと絡めて出玉を増やしていくタイプが多く、あくまでボーナスがメインでART中の純増は1Gあたり1枚にも満たないものが多かったが、ARTのみ搭載しボーナスを搭載しない台では1Gの純増枚数が2枚～2.4枚になるなど、徐々に波の荒い機種が増えていった。

### ART機からAT機へ
2012年に入ると、通常時に小役がほとんど揃わないが、リプレイ確率を上げることにより通常時のコイン持ちを維持したタイプの台が登場した。
これは「AT機」と呼ばれ、特定ゲーム数消化や特定役による抽選で初めて小役がナビされ獲得できるようになる。
とりわけ、AT機に搭載されている0枚ボーナス（ゼロボーナス、ゼロボ）は画期的な機能である。通常AT機ではメダルが増え続けてしまうためにシミュレーション試験にて出玉率上限をオーバーしてしまうが、ゼロボーナスを何度も当選させて出玉を減少させることにより、AT機のネックとされた出玉上限をクリアしシミュレーション試験をほぼ無力化したのである。
このAT機では、ART機と比べて1Gの純増枚数が2.5枚～2.8枚とさらに高まり、2013年に入ると主流はART機からAT機に移り変わったが、それでもこのAT機の純増枚数は5号機の規則である出玉率上限を加味すると2.8枚程度が限界であった。
更に、2014年にはアクセルAT機と呼ばれる機種が開発された。これは、従来のAT機で活用された0枚ボーナスを発展させて、いわゆる減るボーナスを採用したことにより、ネックとされていた高確率で成立するリプレイ確率を下げた機種の総称である。これにより、メダル50枚あたりの遊技回数が従来のAT機では30G前後であったものが、アクセルAT機では24G前後とベースが極めて低くなった。その代わり、従来のAT機では2.8枚程度が限界だった純増枚数を3.0枚まで上げることが可能になり、初当たり確率を上げたり、一撃の出玉の期待値を増やすことが可能となり、より瞬発力ある出玉スピードが実現した。
このように、ゼロボーナスの登場、アクセルAT機の登場によって純増枚数競争が激化してAT機は高射幸性化が加速化。一方で、AT機は5号機の特性に合わずに演出面の低下などゲームバランスの崩壊を招いたことや、波の荒いAT機が型式試験をパスしノーマル機が型式試験にパスしづらいという異常事態が問題となり、以降AT機に規制がかけられることになる。

### 型式試験の変更と高ベースAT機の登場
2014年9月16日に警察庁からの指摘により、型式試験の見直しが行われ、最も出玉率が低くなる打ち方をしても、長期出玉率の下限55％を維持できるような試験方式へ変更された。
これまでのAT機は、通常時には大半がリプレイや1-3枚程度の払い出し役のみが揃い、AT状態の押し順ナビに従うことにより長期出玉率の下限をクリアしていたが、これを無視して順押しのみを行うと出玉率が著しく低くなってしまうため、これまでのようなAT機が発売できなくなった。
これにより、AT機は消滅するかと思われたが、順押しでもベル等の小役が揃い、初当たりは重くなるがメダル50枚当たりの遊技回数が40～50回転前後とコイン持ちが改善された高ベースAT機が開発された。
旧基準AT機では、通常時は左からの順押しでないとペナルティが発生するが、高ベースAT機では通常時に変則打ちしてもペナルティが発生しなくなった。

### 5.5号機の登場
高ベースAT機の登場により、射幸心抑制を狙った型式試験の変更が意味を成さなくなってしまった。
これを問題視した警察庁からの更なる指摘に応じ、組合間で合意した自主規制案が警察庁に了承され、2015年7月15日に公開された。この規制の主な内容としては、
- 通常遊技中の最低シミュレーション出玉率が1未満（通常時は押し順ナビに従うだけで出玉率が100％を超えないようすること）
- 傾斜値（純増枚数）が2.0枚未満
- 指示機能（押し順ナビなどの管理機能）の管理基板をサブ基板からメイン基板に移行

などがある。他にも、これまでのAT機で一般的に行われていた擬似遊技（フリーズ状態でリールを回転、ボタンで止めさせて、あたかもボーナス図柄やレア小役を揃わせたかのように見せかける行為）も禁止されることになった。
これによって、高ベースAT機も型式試験をパスすることが不可能になり、以降はART機とA+ART機が主流となった。
この自主規制は2015年12月以降の型式試験に適用されており、検定通過機種は「5.5号機」と呼ばれることとなった。また、自主規制前に検定をパスした機種の新台設置を2016年7月30日までとした。
5.5号機の登場により、バランスの取れた仕様になることが期待されたが、初当たりが重い高ベース機の仕様を引き継いだので、初当りを軽くするためにレギュラーボーナス主体のゲームシステムとなったことで出玉性能が大きく低下。コインの吸い込みの高さと低純増による出玉性能の悪さが露呈し、特に低設定台ではより顕著となった。
さらに、純増枚数の低下によってART中の遊技時間が長くなる、指示機能の管理基板をサブ基板からメイン基板に移行したために、ナビ発生時にボタンをミスして押した際の復帰に時間がかかったりARTが強制終了する、といったマイナス面が次々に露呈した。
ホール側からすればコイン単価の下落によって高設定が入れづらく低設定稼働しても客が付かない、打ち手側からすれば旧基準機よりも出玉性能に期待出来ない5.5号機は結果的に双方の支持を得られず、特にART機については旧5号機の後継機が多かったこともあり、一部の機種を除いて軒並みヒット作に恵まれず、旧基準機からの置き換えには至らなかった。
一方、A+ART機は、型式試験変更によって変則打ちが可能になった特性を利用して、リアルボーナス当選察知が可能となったことや、ART時の大量ゲーム数上乗せによる大量出玉獲得等の独自のゲームシステムがユーザーに支持され、一部の機種は6号機が軒並み不振だったことも相まって、稼働終了した2022年1月まで根強い人気だった。
5.5号機が軒並み不人気だったことから、メーカー側は旧基準機で検定切れ間近になると設置期限延長の承認を取る例や、既に検定切れとなった機種の再導入（みなし機。ただし再導入の場合警察庁の審査が必要でみなし機は再度検定を受けることはできず、故障時の修理といったメーカーのサポートも受けられない)といった例が多くなった。さらに新規制の中にはこれまで設置されていた旧基準機の検定切れの機種の撤去に関する規定がないため、これまでの旧基準機を新規制の後も設置し続けるホールは多かった。

### 5.9号機への移行
2016年6月16日、組合間では5.5号機に更なる規制を加えた「5.9号機」の導入が取りまとめられ、以下のような規制が加わることとなった。
- 「有利区間」と「通常区間」の概念の導入。
  - 「有利区間」の滞在比率は全体の70％まで。
  - 「通常区間」から「有利区間」の移行率には設定差は設けてはいけない。
- 「役比モニタ」の導入（有利区間やボーナス等の比率を主基板に表示し、不正を防止するもの）

5.9号機における通常区間とは、押し順ナビ表示状態（ART）に移行する可能性が無い区間であり、ARTに突入させるには、まず有利区間に移行しなければならない。有利区間に移行しても最大1500Gで終了、あるいは最低1Gはベル役対応ナビ発生かMB（ミドルボーナス）を獲得しなければ通常区間へ移行することが出来ない。また、有利区間終了時にはARTに係る全ての数値をリセットする必要があるため、例え有利区間に移行し即ARTに突入しても、最大1500Gまでしか継続することが出来ない。これに5.5号機の純増2.0枚規制を加えると、（ボーナスによる獲得枚数を無視すると）最大3000枚以上獲得することが出来なくなる。
さらに、パチンコのP機と同様に、のめり込み対策の強化を目的に注意喚起の統一フレーズの液晶表示も明記しており、表示契機は「大当たり後」と「客待ち中」の2ヶ所とし、表示時間は2秒以上、「パチンコ・パチスロは適度に楽しむ遊びです。」と「のめり込みに注意しましょう。」の2つの統一フレーズを挿入するようになっている。注意喚起ロゴの背景は殆どのメーカーは赤色を採用しているが、三共等の一部のメーカーは水色背景を採用している。
5.9号機では5.5号機以降の低い出玉性能を引き継いだ上に、仕様上リセット恩恵と天井機能を搭載することが難しいため、規制の影響が少ないノーマル機やA+RT機が主流となった。
一方で、ART機は前述の制約によりヒット作に恵まれなかったが、最もホールの稼働に大きく貢献したのは『パチスロ ディスクアップ』(銀座)であった。同社5.5号機のA+ART機『パチスロ エウレカセブンAO』(サミー)で既に完成されたゲームシステムをさらに改良・発展させ、A+ART機で主流となっていた1.2枚前後の純増枚数を0.5枚にまで削り、その分の出玉をビッグボーナスとレギュラーボーナスに割り振りしたことにより、ビッグボーナスとレギュラーボーナスの出玉獲得枚数を改善。また、5.9号機の特徴である有利区間移行率の設定差撤廃を活用して、有利区間への移行を同色ビッグボーナス当選のみにし、同色ビッグボーナス中の技術介入をART突入契機にすることにより低設定域にも高機械割を実現した。これにより、ノーマル+RT機同様の性質を持ちながらも、程よい難易度の技術介入による自力感、出目にこだわったリール制御、シンプルながらバランスのよい演出等、低設定でも出玉性能の良い機種としてホール側や多くの打ち手から高い支持を受けた。
特異な例として、2018年夏に登場した『ルパン三世世界解剖』(平和)では、5.9号機の仕様を逆手に利用して開発され、4号機並みの高純増（1Gあたり5枚）と天井機能を搭載することに成功したが、2018年9月5日に更なる自主規制が追加され、このシステムは本機限りとなった。
5.5号機の新台設置期限は2017年9月30日までとなり、2017年10月1日以降は、5.9号機のみ新台設置が認められることとなる
。5.5号機として最後にホールに導入された機種は、サミーの、北斗の拳新伝説創造（移行1ヶ月前に導入）であった。

### 5号機の終焉
2017年9月4日、警察庁は「遊技機の認定及び型式の検定等に関する規則」の改正規則を公布し、2018年2月1日より施行された。これにより、改正前の規則に準拠する5.9号機は2018年1月31日までに保通協の試験に適合した機種までとなる。なお4号機の時と同様、2018年2月以降でも機種の検定適合期間（公安委員会の検定取得日より3年間）内であれば発売は可能である。
当初は2021年1月末までに全ての5号機がホールから撤去される予定であったが、警察庁は新型コロナウイルス発生を受けて、2020年5月20日に「遊技機の認定及び型式の検定等に関する規則」の改正附則を公布・施行した。
2017年5月20日までに認定を受けた遊技機または検定を受けた型式に属する5号機は「特定遊技機」に指定され、かつナビの指示機能がサブ基板管理の機種は以下に分類された。「高射幸性遊技機」に該当する機種は当初予定通り検定および認定切れの日付までに撤去、ノーマル機は当初の検定および認定切れの日付から7ヵ月（210日）以内に順次撤去、それ以外の機種は2020年5月20日時点の設置台数の15％を目途に毎月撤去することを条件に2020年12月31日までの撤去予定だったが、年末年始を挟むことから2021年1月11日撤去に延長された。
2017年5月20日までに認定を受けた遊技機または検定を受けた型式に属する5号機のうち、ナビの指示機能がメイン基板管理の機種2014年9月改正の型式試験以降に通過した高ベースAT機及び5.5号機、2017年5月21日以降に認定を受けた遊技機または検定を受けた型式に属する5.5号機並びに5.9号機は、当初の予定よりも1年延長されて2022年1月末までに撤去されることとなった。
最終的には、2022年1月31日をもって大半の地域で5号機は完全撤去された。ただし、一部の地域では条例の相違により撤去期限が2月以降になっている府県があり、最も遅い大阪府では、店舗にもよるが2022年4月頃まで5号機が残っていた。

## 主な仕様上の特徴
リール図柄と条件装置（フラグ）
図柄は一つの機種に対し10種類まで可能。5号機では「1つのフラグと1つの揃う図柄が1対1に対応する」ものとされ、4号機までに存在した同一フラグ（一つのフラグによる他の性能を持つ複数の図柄揃いが可能なフラグ）やリプレイ図柄揃いをジャックインに代用すること等が禁止となった。その代わりにフラグの重複当選が可能となり（複数のボーナス同士及び、小役とリプレイ同士の重複を除く）、小役やリプレイの同一フラグや、ストック機の小役によるRT解除に似た演出効果を持つことができることになった。規制緩和以前は成立フラグによってボーナス絵柄揃いの種類が決められており、4号機までのように赤7と青7どちらでも揃えられるといった事は不可能だったが、規制緩和を受け「一つのフラグに対する同じ性能を持つ複数の図柄の割り当て」が認められた。ただし、払い出し枚数や終了後のRT性能などは同一である必要がある。これを採用している機種も発売されており、例えば『南国育ち』（オリンピア）では、4号機と同様にビッグボーナスが成立すると赤7・青7のいずれの絵柄でも揃えられるようになっている。他には、SINの複数の組み合わせを同一フラグとする（『マジカルハロウインR』）場合もある。
なお、確率を変えることができるフラグ（リプレイなど）と確率を変えられないフラグとの重複の場合、その組み合わせの当選確率は変えることができない。例えば、シングルボーナス中に確率を変えられる小役と確率を変えられないボーナスとのフラグ重複や、リプレイタイム中にリプレイとボーナスのフラグ重複の確率は変えることができない。
リール制御
一つのフラグの組み合わせに対し1本しか制御をもてないため、4号機までのようにサブ抽選により異なる制御をすることが出来なくなった。しかし、取りこぼすことが前提の払い出し数が少ない小役（1枚役）を成立させることで完全ハズレ目とは別の制御を行い、チャンス告知する機種も登場している。また、複数のフラグが同時成立している場合には、その組み合わせによって異なる制御をもたせることが可能である。例えばチェリーが単独で成立している場合は角にしか停止しないが、ボーナスと重複している場合は中段にも止められる、スイカが単独で成立している場合は斜めにテンパイするが、スイカと1枚役が同時成立している場合には平行にテンパイする、等のような制御演出が可能。ただし同時成立しているフラグの対応図柄同士には優先順位があり、「リプレイ＞ボーナス＞小役」（規制緩和後は「リプレイ＞小役＞ボーナス」となる優先順位も可能）の順で優先的に揃うようになっている。また、小役同士に関しては、重複しているフラグのうち「獲得枚数が最大のもの」または「対応するフラグが多い図柄」のどちらかを優先させることになる（どちらを優先させるかはリールを停止させた順番により決定することが可能。これにより、押し順ATを実現している）。
成立役は優先順位に沿って最大限引き込まなければならなくなり、揃わない制御によって取りこぼすといったことはできなくなった。特にリプレイは後述の配列規制のためCT中と空回し以外での取りこぼしは不可能である。（小役は取りこぼす配列が可能）なお、自動停止（空回し）した場合にはフラグに対応する図柄が揃うことは禁止されているが、既にプレイヤーが停止させたリールにチェリーが出現し、それのみで小役が成立する場合はどのように停止させてもチェリーの入賞を防ぐことはできないため、入賞禁止の対象とはならない。
小役でも「一つのフラグに対する同じ性能を持つ複数の図柄の割り当て」が認められ、2008年の規制緩和で同時に表示できる場合でも片方のみ引き込めばよくなり、これらを利用して4号機にあった「押し順式アシスト」が可能になるなど、遊技方法の充実に貢献した。ただ結果的に「同じ性能を持つ複数の図柄」が多くなりすぎ、小役の配当表がパネルに収まらず液晶内に表示されたり、とうとう小役構成を確認できない機種まで現れるようになった。
リール配列
当選フラグの対応図柄が揃った際に成立していないフラグの対応図柄が揃ったり、または成立していないチェリー等の対応図柄を有効ラインから外すために当選フラグの対応図柄を有効ラインに引き込まない等になってしまう配列は認められていない。小役とボーナス、リプレイとボーナスが同時に揃うような配列もできない。また、リプレイの取りこぼしが発生する配列も禁止されている。
ボーナス
5号機のボーナスは、普通役物（シングルボーナス、以下SIN）、第一種特別役物（レギュラーボーナス、以下RB）、第二種特別役物（チャレンジボーナス、以下CB）、第一種特別役物に係る役物連続作動装置（ビッグボーナス、以下BIG）、第二種特別役物に係る役物連続作動装置（チャレンジタイム、以下CT（MBとも呼ばれる））の5種類があり、それ以外のボーナスは認められていない。各ボーナスの抽選はボーナスゲームを参照。
4号機でのボーナスとの主な相違点として、
- 複数のボーナスの同時当選およびボーナスフラグ成立時、ボーナスゲーム中のボーナス当選によるボーナスストックは禁止されている。ボーナスゲーム中にボーナスを抽選できるのはSIN中、またはCB及びCT中のSIN、RBのみであるが、当選した場合は突入中のボーナスが即時終了となるため、ストックすることはできない。
- ボーナスの終了契機が、JACゲーム・小役ゲームの回数から払い出し枚数になった。払い出しの上限は、BIGの場合CTを搭載していない機種は480枚、搭載しているものは360枚。CTの場合は268枚となっている。

といった点がある。詳しくはそれぞれの記事を参照されたい。
なお5号機のBIG中のJACゲームは4号機と違って採用されている機種は少ない。これは5号機のBIGの終了条件が払い出し枚数となったため、4号機におけるリプレイはずしが不要となり、JACゲームを搭載する意義が薄れたことが要因と考えられる。採用している機種では複数の性能の異なるJACを抽選し、獲得枚数やART突入抽選確率に差を設けるために使われることもある。
出玉率
4号機の17,500Gで55% - 120%未満に加え、5号機では400Gで300%未満、6000Gで150%未満という制約が追加された。さらにリプレイのOUT枚数0枚、リプレイの次ゲームIN枚数が0枚として計算されるため、出玉率がユーザーの考える出玉率と異なる検査が行われているとされる。
一般的な計算例
IN(3枚)　OUT15枚
IN(3枚)　OUT 3枚（リプレイ）
IN(3枚)　OUT 3枚（リプレイ）
IN(3枚)　OUT15枚
計 IN(12枚) OUT(36枚)＝300%

試射試験での計算例
IN(3枚)　OUT15枚
IN(3枚)　OUT 0枚（リプレイ）
IN(0枚)　OUT 0枚（リプレイ）
IN(0枚)　OUT15枚
計 IN(6枚) OUT(30枚)＝500%
役物比率
ボーナスによる払出し枚数と非ボーナス時の払出し枚数の比率による規制。CT機能を持たないものは、ボーナスによる払出しが6割以下。CT機能を持つものはボーナスとCTによる払出しが計7割以下。
保通協における出玉試験
従来どおりの実機による任意の打ち方での試射試験に加え、「当選したフラグのうちメダルの獲得枚数が最大となるものを優先して揃える」という前提でのシミュレーション試験が加えられた。双方の結果が上述の出玉率や役物比率の範囲内であることが要求されている（4号機におけるアシストタイム (AT) 等の技術介入による機械割の大幅上昇を防ぐ狙い）。実機による試射試験は機械打ち（ランダムにリールを停止させる打ち方）で行われていたと思われるが、新たにリプパンはずし等の手法が登場したことにより、2007年9月以降に保通協に検定申請を行う特定の性能を持つ機種については、提出する書類に「最も出玉率が高くなる（完全技術介入での）遊技方法」等の記入が必要となった。

設定
設定数は6段階までであればいくつでも設置可能となり、初期のアルゼ系機種では設定1・6のみの2段階設定の機種も存在したほか、山佐・ネット・SANKYO・アルゼ・大都技研などが4段階設定を、山佐の『ハイパーリノ』『ワンダークーちゃん』では1段階（設定Y）のみを導入した実績がある。
アシスト
4号機に見られたアシスト機能(AT)は5号機でも継承されているが、前述の試射試験に抵触するため5号機ではアシスト対象の小役をすべて獲得しても出玉率が上限を超えない範囲でしか認められない。それゆえ純粋なATの搭載は実質的な機械割がAT非搭載機よりも低くなってしまうため、RTと組み合わせてARTとして実装するケースが多く、5号機における出玉の大量獲得の手段として主流となっている。
リール演出
演出面ではリール回転からコイン払い出し終了までの間の消灯と点滅、リール前面での演出が禁止された。一方で5号機登場当初は禁止されていたバウンドストップ、ウエイト中のスルースタートやゲーム中のフリーズ演出は、2008年3月の規制緩和により可能になった。